# Карвово (гміна Райґруд)
Карвово (пол. Karwowo) — село в Польщі, у гміні Райґруд Ґраєвського повіту Підляського воєводства.
Населення — 57 осіб (2011).
У 1975-1998 роках село належало до Ломжинського воєводства.

## Демографія
Демографічна структура станом на 31 березня 2011 року:
|          | Загалом | Допрацездатний вік | Працездатний вік | Постпрацездатний вік |
| -------- | ------- | ------------------ | ---------------- | -------------------- |
| Чоловіки | 28      | 6                  | 20               | 2                    |
| Жінки    | 29      | 7                  | 16               | 6                    |
| Разом    | 57      | 13                 | 36               | 8                    |